# Learned Hand

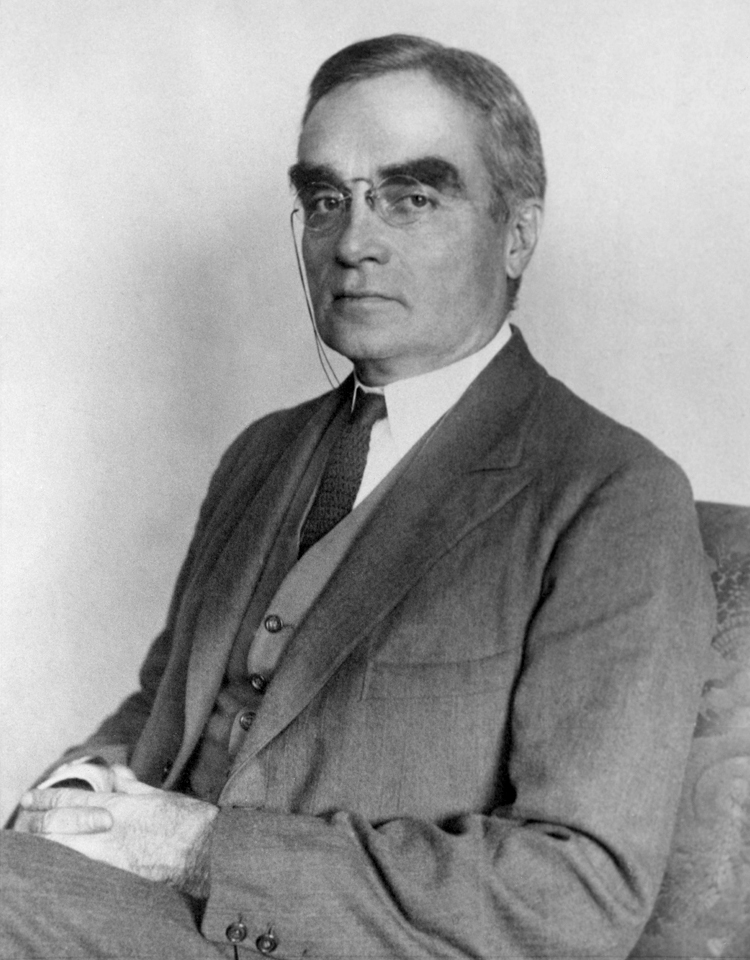
Learned Hand, ca. 1910

Billings Learned Hand (* 27. Januar 1872 in Albany, New York; † 18. August 1961) war ein US-amerikanischer Richter und Rechtsgelehrter. Er amtierte 37 Jahre am United States Court of Appeals for the Second Circuit (1924–1961) und gilt als einer der einflussreichsten amerikanischen Rechtsphilosophen und Juristen des 20. Jahrhunderts. Seine Schriften wurden in Urteilen des United States Supreme Courts häufiger zitiert als die jedes anderen Richters, der nicht selbst am Supreme Court tätig war und sein Ansehen wurde auch nur von wenigen Richtern am Supreme Court übertroffen.
Seine ungewöhnlichen Vornamen verdankte er einer speziellen Familientradition: In der Familie seiner Mutter (die mit Geburtsname Learned hieß und einen Onkel namens Billings hatte) wurden stets Nachnamen als Vornamen vergeben. Er studierte in Harvard bei Philosophen wie William James, Josiah Royce und George Santayana. 1893 erhielt er seinen Bachelor- und Masterabschluss und 1896 seinen LL.B. Danach war er ab 1897 Anwalt in Albany und ab 1902 in New York City. 1909 wurde er Bundesrichter (Federal District Judge am District Court des Southern District of New York) und ab 1924 war er Richter im zweiten Bezirk des United States Court of Appeal, an dem er 1939 vorsitzender Richter (Chief judge) wurde. Seine 52-jährige Amtszeit als Bundesrichter stellt einen Rekord dar. Zwar ging er offiziell 1951 in den Ruhestand, war aber weiter aktiv als Richter (im Senior Status) bis zu seinem Tod 1961.
Einige seiner Entscheidungen schrieben amerikanische Rechtsgeschichte, so im Anti-Trust-Fall Alcoa (United States vs. Aluminum Company of America 1945) und in mehreren Verfahren Anfang der 1950er Jahre, die in das antikommunistische Klima des kalten Krieges und der McCarthy-Ära fielen. Learned Hand stand McCarthy und seiner inquisitorischen Kommunistenjagd ablehnend gegenüber, hielt sich aber wegen seiner Rolle als Richter bis zu seinem offiziellen Ruhestand 1951 öffentlich zurück. Andererseits bestätigte er 1951 ein Urteil gegen den Generalsekretär der Kommunistischen Partei der USA (CPUSA), Eugene Dennis, dass ihm die Rechte freier Rede aberkannte, da er die gewaltsame Absetzung der US-Regierung befürworten würde. Das geschah unter Anwendung des Smith Act von 1940 und das Urteil von Hand wurde auch vom Supreme Court 1951 bestätigt. 1950 gab er der Berufung der verurteilten kommunistischen Spionin Judith Coplin statt, da die Strafverfolger, das FBI, nicht alle Abhörmaßnahmen offengelegt hatten (und darüber sogar unter Eid gelogen hatten) und eine Durchsuchung ohne richterlichen Beschluss erfolgt war.
In Deutschland wurde er auch bekannt, da er als Richter im Rechtsstreit “Bayer Co. v. United Drug Co.” im Jahre 1921 den Markennamen Aspirin freigab, weil dieser in den USA zum Gattungsnamen für ASS-haltige Medikamente geworden war.
Er war ein guter Schriftsteller und der Öffentlichkeit durch Reden bekannt (gesammelt 1952 in seinem Buch The spirit of liberty). Der Titel seines Buches spielt auf seine berühmteste Rede im Central Park in New York am 21. Mai 1944 an (anlässlich des I am American day vor einem Millionenpublikum, bei dem neue Staatsbürger eingeschworen wurden, in diesem Fall 150.000), die ihn weithin bekannt machte und die Verteidigung der Freiheit in die Hand jedes amerikanischen Bürgers legte:
Was ist der Geist der Freiheit ? Ich kann ihn nicht definieren, sondern nur meine eigene Überzeugung wiedergeben. Der Geist der Freiheit ist die Überzeugung, die sich nicht allzu sicher ist, dass sie richtig ist, der Geist der Freiheit versucht die Auffassung anderer Männer und Frauen zu verstehen. Der Geist der Freiheit wägt deren Interessen mit den eigenen ab ohne Vorurteil. Der Geist der Freiheit erinnert, dass nicht einmal ein Spatz unbeachtet vom Himmel fällt. Der Geist der Freiheit ist Sein Geist, der vor fast zweitausend Jahren der Menschheit die Lektion lehrte, die sie niemals lernte, aber auch niemals ganz vergaß: dass es ein Königreich geben könnte in dem der Geringste gehört und als gleichberechtigt betrachtet wird wie der Größte.
Er wurde mehrmals als Kandidat für ein Richteramt am Supreme Court vorgeschlagen, zuletzt 1942, aber Franklin D. Roosevelt war er damals schon zu alt.
1933 wurde er in die American Academy of Arts and Sciences gewählt.